# Droga wojewódzka nr 587
Droga wojewódzka nr 587 (DW587) – droga wojewódzka w Polsce w województwie mazowieckim łącząca węzły Mława Północ i Strzegowo Południe na trasie S7. Droga biegnie starym śladem drogi krajowej nr 7. 
Dawniej (do 2020 roku) numer ten miała droga łącząca stację kolejową Błonie z centrum Błonia, której długość wynosiła 0,7 km.

## Miejscowości leżące przy trasie DW587
- Unierzyż
- Strzegowo
- Mdzewo
- Dalnia
- Żurominek
- Wiśniewo
- Modła
- Mława (obwodnica)
- Żulinek
- Uniszki Zawadzkie
- Michalinowo